# Vodičkova
Vodičkova ulice na Novém Městě v Praze spojuje Karlovo náměstí s Václavským náměstím. Je tu mnoho významných budov, kde sídlí důležité instituce a obchody. Od křižovatky s Lazarskou po ní vede tramvajová trať (jako koňka již od roku 1883), která přibližně v polovině Václavského náměstí pokračuje po Jindřišské ulici.

## Historie a názvy

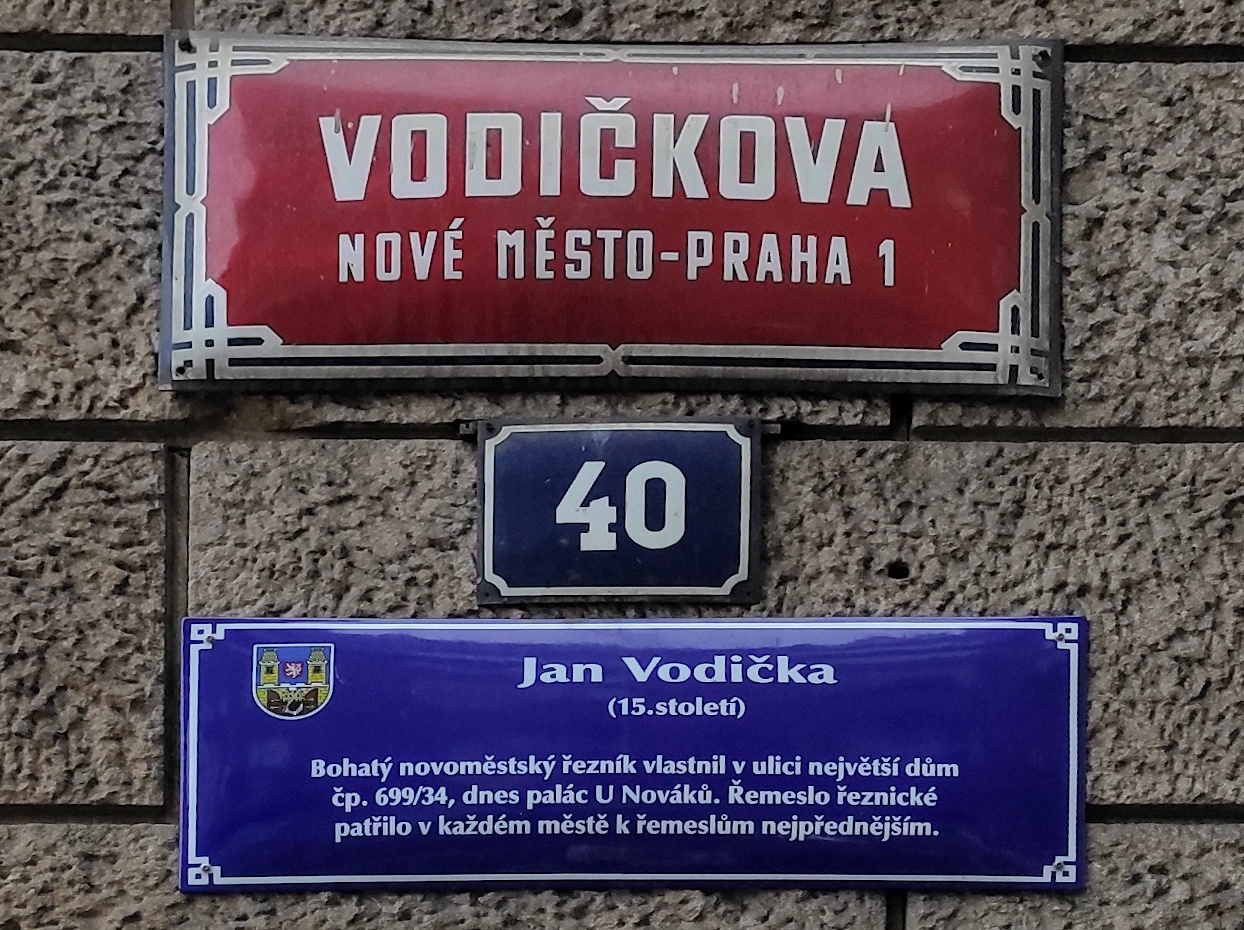

Ulice vznikla v polovině 14. století při zakládání Nového Města a původní název byl „Pasířská“, později „Stará Pasířská“ („Nová pasířská“ byla dnešní Palackého ulice). Od poloviny 15. století má současný název podle zámožného řezníka Jana Vodičky, majitele největšího domu na parcele číslo 699, dnes Dům U Nováků.

## Významné budovy a místa
- Novoměstská radnice – na rohu Vodičkovy ulice a Karlova náměstí, začátek stavby v roce 1377 řídil král Karel IV.
- Divadlo Minor – Vodičkova 6, divadelní scéna zaměřena na děti a mládež[2]
- Dům U jelena (Dům U Řečických) – Vodičkova 10, původně gotická stavba ze 14. století,[3] přestavěná v 17.–18. století, v letech 1940–1948 sídlo soukromé Pošovy galerie, po roce 1950 proměněné na galerii U Řečických Čs. svazu výtvarných umělců, v 80. letech Galerie mladých U Řečických.
- McDonald's – jedná se o první pobočku otevřenou v České republice, resp. v Československu
- měšťanský dům U Zlatého sloupu – Vodičkova 16[4]
- činžovní dům Vodičkova 25, postaven roku 1845[5]
- Základní škola Vodičkova – Vodičkova 22, původně Vyšší dívčí škola
- polyfunkční objekt (pasáž) Dům U Nováků – Vodičkova 28 a 30, první obchodní dům v Praze otevřen v roce 1904[6]
- Myšák Gallery – Vodičkova 31, obchodní centrum se známou cukrárnou[7]
- Česká exportní banka – Vodičkova 34, na podporu exportu českých firem[8]
- měšťanský dům U Červeného pole – Vodičkova 35[9]
- Palác Langhans – Vodičkova 37, ve skladu ve dvoře byl před adaptací v 90. letech nalezen archiv skleněných negativů fotografických portrétů ateliéru Langhans z let 1890–1940.[10] Následnou rekonstrukci navrhl architekt Ladislav Lábus a dostala cenu Stavba roku 2003
- Palác Lucerna – víceúčelový komplex na Václavském náměstí s pasáží vedoucí do Vodičkovy ulice[11]
- Kino Světozor – Vodičkova 41, kinosál vybudovaný v roce 1918
- Wiehlův dům – na nároží s Václavským náměstím, původně vlastní obytný dům architekta Antonína Wiehla, od 80. let patří Akademii věd České republiky a je sídlem jejího knihkupectví.
- Muzeum fantastických iluzí – Vodičkova 31, více na www.muzeumfantastickychiluzi.cz